# Burkhardt Werner Sonnenstuhl
Burkhardt Werner Sonnenstuhl (* 1958 in Woltersdorf (bei Berlin)) ist ein Mitinitiator der bundesweiten Initiative Bio-Brotbox, die er zusammen mit Joachim Weckmann, Meinrad Schmitt und Gisela Lücke im Jahr 2002 in Berlin unter der Schirmherrschaft der damaligen Verbraucherschutzministerin Renate Künast gegründet hat. Im Mai 2006 wurde Sonnenstuhl das Bundesverdienstkreuz am Bande für sein Engagement mit der Bio-Brotbox verliehen.

## Leben
1986 promovierte Burkhardt Werner Sonnenstuhl an der Hochschule für landwirtschaftliche Produktionsgenossenschaft in Meißen und erhielt den Titel Doktor agriculturae. Es folgte eine Tätigkeit als wissenschaftlicher Sekretär und ein berufsbegleitendes Studium der Soziologie an der Humboldt-Universität zu Berlin.
Nach der Wende ab 1990 war Sonnenstuhl in der Erwachsenenbildung tätig. Von 1997 bis 2007 arbeitete er für die Domäne Dahlem in Berlin. Hier entstand die Idee der Bio-Brobox. Im Oktober 2007 wurde Burkhardt Sonnenstuhl Geschäftsführer der Agrikom GmbH in Bonn.